# Heythuysen
Heythuysen  è una località olandese situata nel comune di Leudal, nella provincia del Limburgo.